# Zdeňka Seidlová
Zdeňka Seidlová (2 de abril de 1997) es una deportista de la República Checa que compite en atletismo. Ganó una medalla de bronce en el Campeonato Europeo de Atletismo por Equipos de 2021, en la prueba de 4 × 400 m.